# 21427 Ryanharrison
21427 Ryanharrison è un asteroide della fascia principale. Scoperto nel 1998, presenta un'orbita caratterizzata da un semiasse maggiore pari a 2,2189405 UA e da un'eccentricità di 0,1750098, inclinata di 4,12928° rispetto all'eclittica.